# Don (affluent de l'Orne)
 (février 2015).
Pour les articles homonymes, voir Don.
Le Don est une rivière française de Normandie, affluent de l'Orne en rive droite, dans le département de l'Orne.

## Géographie
De 29,6 km de longueur, le Don prend sa source dans la commune de Brullemail, tout près de la limite avec Ferrières-la-Verrerie, et prend la direction de l'ouest. Elle se joint aux eaux de l'Orne à Almenêches, après un parcours de 29,5 km entre pays d'Ouche, pays d'Auge, campagne d'Alençon et plaine d'Argentan.

## Bassin et affluents
D'une superficie de 178 km2, le bassin versant du Don est bordé au nord par le bassin de l'Ure, autre affluent de l'Orne, au nord-est par celui de la Touques naissante. À l'est, il avoisine le bassin de la Risle naissante également, et au sud-est de celui de la Loire, par différents affluents de la Sarthe. Enfin, il borde le bassin direct de l'Orne au sud, le confluent se situant à l'ouest.
Son principal affluent, la Senelle (11,8 km), collecte les eaux de la partie sud-est du bassin et conflue en rive gauche à Neuville-près-Sées. Le ruisseau Saint-Martin (8,4 km), au nord, conflue en rive droite entre Le Merlerault et La Genevraie.

## Communes traversées
- Brullemail (source).
- Ferrières-la-Verrerie (très court passage, en ru).
- Brullemail à nouveau.
- Saint-Léonard-des-Parcs (rive gauche).
- La Genevraie (rive droite, puis traversée).
- Le Merlerault (rive droite).
- Godisson (traversée, puis rive droite).
- Chailloué (communes déléguées de Neuville-près-Sées et Chailloué en rive gauche, puis Marmouillé en rive droite principalement).
- Le Château-d'Almenêches (rive droite).
- Almenêches (rive droite).
- Médavy (rive gauche).
- Almenêches (traversée).

## Vallée du Don

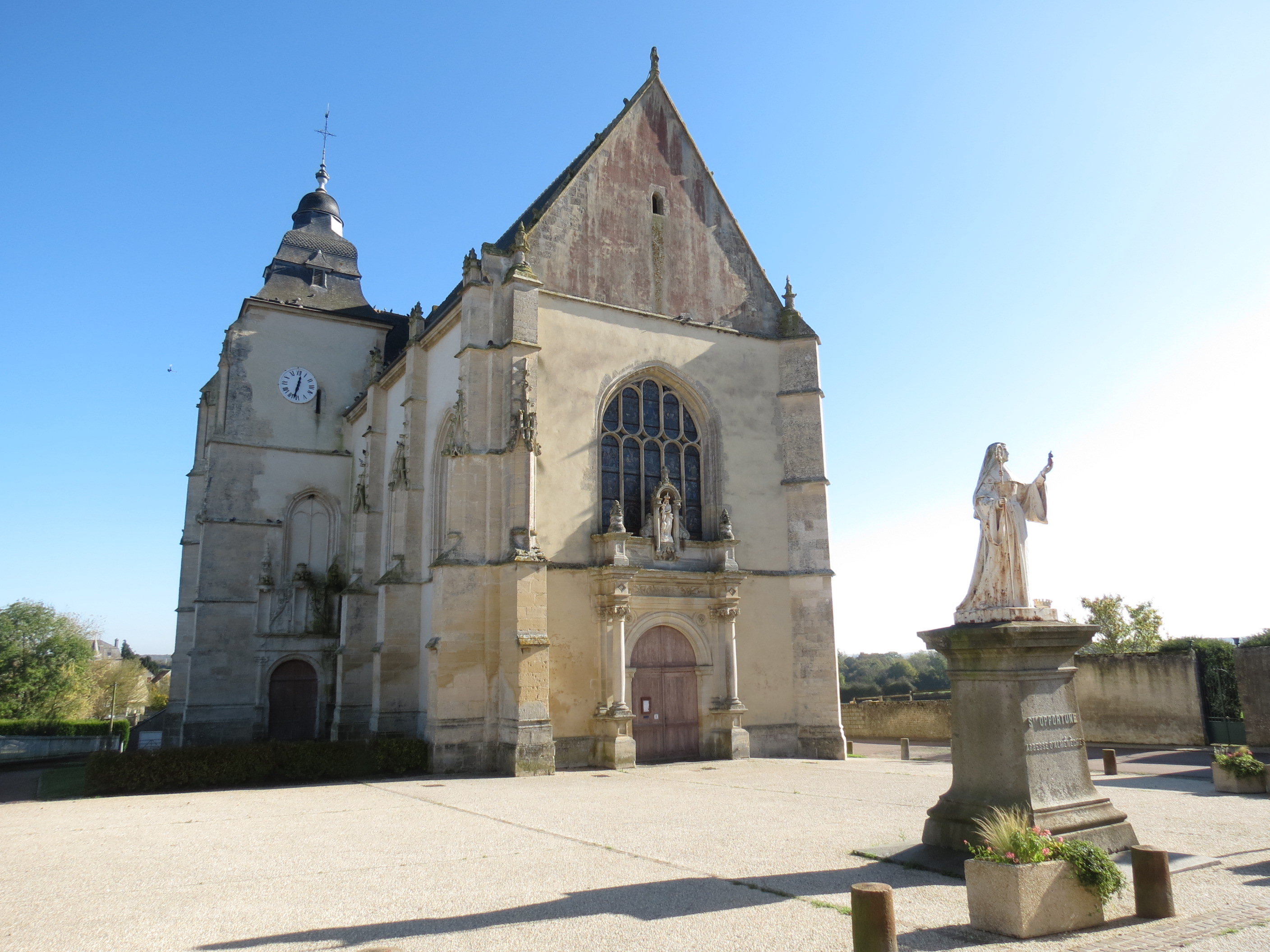
L'abbaye d'Almenêches.

- Église Saint-Paterne de Montrond.
- Château de Chailloué.
- Abbaye d'Almenêches.